# Sigrid Präsent

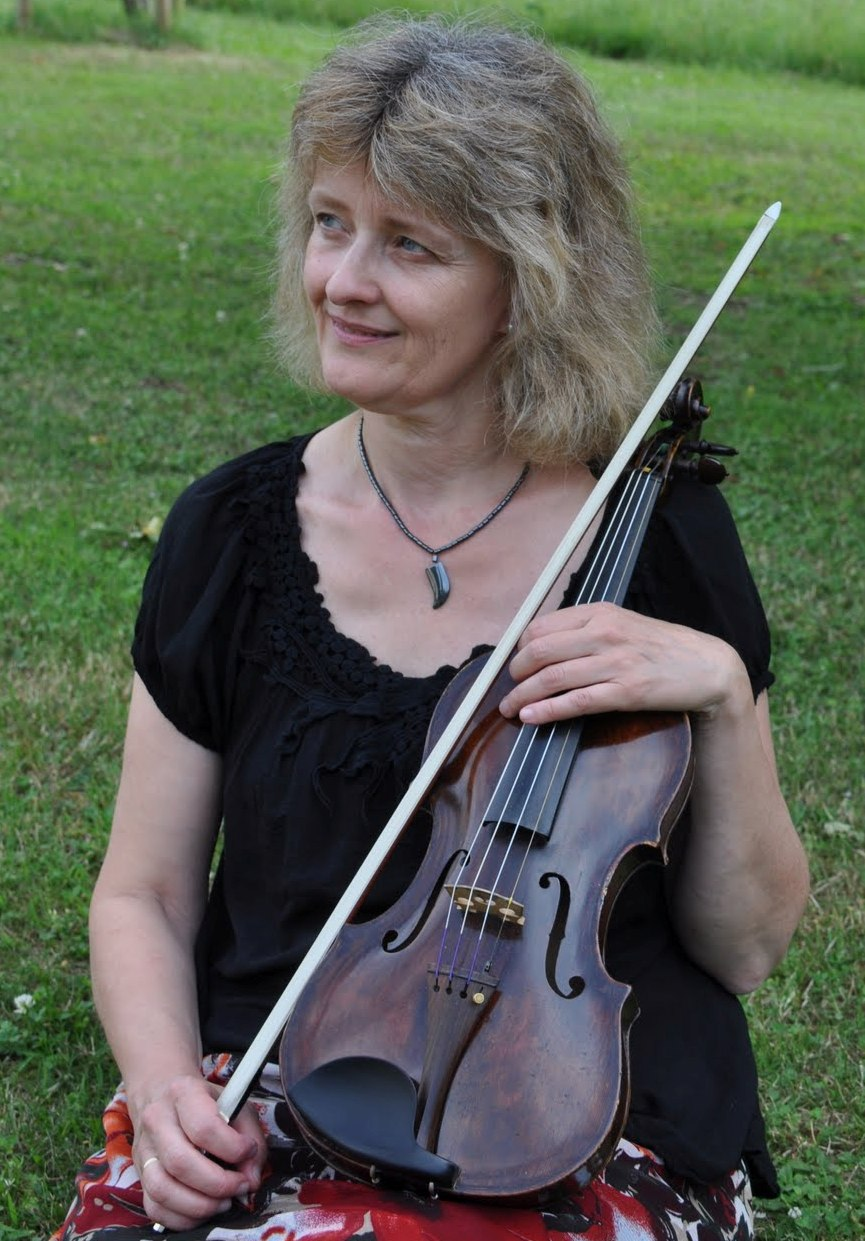
Sigrid Präsent (2015)

Sigrid Präsent (* 27. März 1964 in Weiz als Sigrid König) ist eine österreichische Geigerin und Musikpädagogin.

## Leben
Sigrid Präsent wurde als Tochter der Weizer Pianistin Edda König (1939–2018) geboren, der Vater Herbert König war Finanzbeamter. Sie lernte zuerst Klavier und Violine am Johann-Joseph-Fux-Konservatorium Graz (damals Landesmusikschule) und errang in beiden Instrumenten  Preise beim Wettbewerb Jugend musiziert (jetzt Prima la musica). Mit 12 Jahren nahm sie der Geiger  Christos Polyzoides als Begabtenschülerin in seine Klasse an der Universität für Musik und darstellende Kunst Graz (damals Musikhochschule Graz) auf, ab 1980 als ordentliche Studierende. 1986 legte sie die Lehrbefähigungsprüfung ab, 1988 erhielt sie das künstlerische Diplom mit einstimmer Auszeichnung und den Würdigungspreis des Bundesministers für Unterricht und Kunst, 1989 Sponsion zur Magistra artium mit einer Arbeit über die Violinmusik L.v.Beethovens.
Kurse besuchte sie u. a. bei Miha Pogačnik, Eckart Sellheim, Ingrid Seifert und dem Franz Schubert Quartett. Seit 1988 ist sie mit dem österreichischen Komponisten und Dirigenten Gerhard Präsent verheiratet, das Paar hat zwei Söhne.

## Konzerttätigkeit
Sigrid Präsent kann auf eine mehrjährige Konzertmeistertätigkeit in verschiedenen Orchestern und Ensembles verweisen, so beim Bartholdy-Collegium Styria unter Ernst Wedam und dem Grazer Symphonischen Orchester unter Milan Horvat. Sie kann auf langjährige und vielfältige kammermusikalische Aktivitäten verweisen, insbesondere auf dem Gebiet zeitgenössischer Musik – mit zahlreichen Uraufführungen, u. a. als seit 1988 als Gründungsmitglied des ALEA Ensembles gemeinsam mit ihrem Ehemann Gerhard Präsent. 1985 gründete sie gemeinsam mit ihrer Mutter, der Pianistin Edda König, die Schubertiade Weiz, in der sie in bisher 39 Konzerten nahezu das gesamte Werk Franz Schuberts für Violine, weiters alle Violinsonaten von Johannes Brahms, Robert Schumann und in der Saison 1999/2000 im Beethoven-Zyklus alle zehn Violinsonaten von Ludwig van Beethoven aufgeführt hat. Zeitgenössische Werke, darunter etliche Uraufführungen, bereicherten  das Schubertiaden-Programm. Seit 2014 ist die Pianistin Rita Melem ihre ständige Klavierpartnerin. 2008–15 wirkte sie auch in einem Tango-Ensemble mit. Solistische Auftritte gab es mit Werken von Antonio Vivaldi, Johann Sebastian Bach, W.A.Mozart, L.v.Beethoven, Franz Schubert und Vittorio Monti. 2015 spielte sie die Uraufführung des Violinkonzerts op.73 ihres Ehemanns Gerhard Präsent in Graz und Zagreb.
Über 300 Konzerte gab sie u. a. im Wiener Konzerthaus, in den Österreichischen Kulturforen New York City, Washington DC, London, Bratislava und Rom, in Genua, Turin, Maribor, München, Berlin, Bonn, Zagreb/Dugo Selo, Lublin, Dublin sowie in vielen Konzertsälen in Österreich.

## Aufnahmen
Rundfunk- und CD-Aufnahmen erfolgten im In- u. Ausland, u. a. im ORF (Österreichischer Rundfunk) und im Bayerischen Rundfunk (München/Gasteig).
Sie ist auf über 50 CDs zu hören, u. a. neben den bisher 32 CDs des ALEA-Quartetts und ALEA Ensembles (siehe dort) auf folgenden Tonträgern:
- 1999 	ALEA-02/99	„Sounds of Wood“: 7 Werke von Gerhard Präsent
- 2009 	STB09/04	ARS HARMONIAE: Werke von Viktor Fortin, Gerd Noack, Georg Arányi-Aschner und Astor Piazzolla
- 2010: 	STB 10/04	Streicher-Edition II: Herbert Blendinger: Duo concertante u. a.
- 2012: 	STB 12/05	Wo i geh und steh: Franz Zebinger, Karl Haidmayer,
- 2012: 	STB 12/08	GRAZioso: Iván Eröd, Karl Haidmayer, Gerd Noack
- 2012 	ALEA-04/12	„LIVE String Action“: Antonio Vivaldi, J.S.Bach, Joseph Haydn, Antonín Dvořák, Igmar Jenner, Renaud Garcia-Fons, Gerhard Präsent, Iván Eröd
- 2013: 	STB 13/03	„Zum 90er“: Werke von Georg Arányi-Aschner
- 2013: 	STB 13/08	Violine & Orgel (mit Yvonne Dornhofer): J.S.Bach, Maximilian Kreuz, G.Arányi-Aschner, Gerhard Präsent, Herbert Blendinger, Karl Haidmayer, Franz Zebinger
- 2015: 	STB 16/01	„Die 100ste“: Gerhard Präsent u. a.
- 2016: 	STB 16/05	„Grazer Universitätsorchester“: Gerhard Präsent Violinkonzert Op.73 (UA)
- 2017: 	STB 17/05	EPITAPHIUM: zum 80er von Zbigniew Bargielski
- 2017: 	STB 17/06	„Zum 90er“ von Karl Haidmayer
- 2017: 	STB 17/09	SELFIES II: Gerhard Präsent u. a.
- 2017: 	STB 17/11	Gedenk- und Jubiläumskonzert: Werke von Zerline Erfurt
- 2018: 	STB 18/06	FLÜGEL mit 10 Saiten: mit Michele Trenti (Gitarre): Herbert Blendinger, Gerhard Präsent, Zerline Erfurt, Jenő Takács u. a.
- 2018: 	STB 18/10	„In memoriam“: Werke von Georg Arányi-Aschner
- 2021: 	STB 21/05	BLENDINGER-Kammermusik: Herbert Blendinger Streichquartette 1–4 und weitere Kammermusik (Do-CD)
- 2021: 	STB 21/06	„Iván ERÖD in memoriam“: 14 Werke von Iván Eröd inkl. Violinsonate Nr. 1 & 2, Klavierquartett, 2. Trio u. a.
- 2020: 	STB 20/04	SELFIES III: Gerhard Präsent u. a.
- 2023: 	STB 23/04	Eduard LANNER & SELFIES IV: Gerhard Präsent, Franz Zebinger u. a.

Zahlreiche Aufnahmen sind ebenfalls auf YouTube zu finden, mit und ohne ALEA Ensemble.

## Unterrichtstätigkeit
Nach Unterricht an den Musikschulen in Birkfeld und Frohnleiten wurde sie 1991 an das Johann-Joseph-Fux-Konservatorium Graz berufen, wo sie seit 1991 eine Violinklasse leitet. Schülerinnen von ihr errangen Preise beim Wettbewerb Prima la musica, mehrere sind danach selbst professionelle Musikerinnen geworden.

## Instrumente
Sigrid Präsent spielt seit dem Jahr 2000 auf einer italienischen Violine von Antonio Gagliano, Neapel ca. 1800, sowie mit Violinbögen von Peter Mörth, Laßnitzhöhe bei Graz, von Albert Nürnberger und H.R.Pfretzschner.
Weiters besitzt sie Instrumente von Martin Mathias Fichtl, Wien 1750 – sowie eine moderne Violine ebenfalls von Peter Mörth, 1997.